# 費多里夫卡 (赫爾松區)

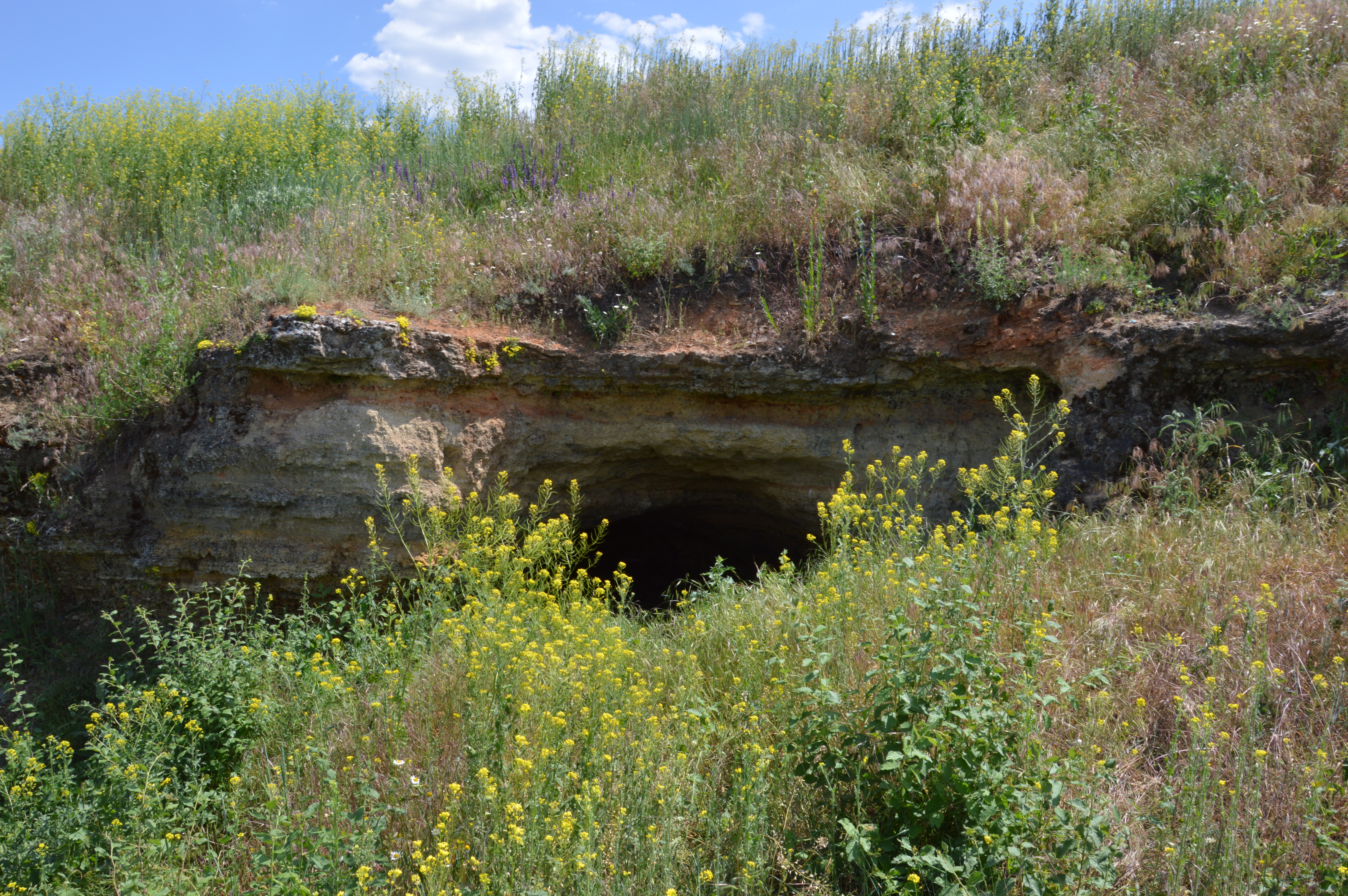
洞窟

費多里夫卡（烏克蘭語：Федорівка）是烏克蘭南部赫爾松州赫尔松区达尔伊夫卡市镇内的村莊。該村始建於1845年，面積2平方公里，海拔高度39米，2001年人口1,222，人口密度每平方公里611人。